# Kalarskij rajon
Il Kalarskij rajon (in russo Каларский район?, Каларский муниципальный округ) è un municipal'nyj rajon del Territorio della Transbajkalia, nell'Estremo Oriente russo. Istituito il 2 settembre 1938, ricopre una superficie di 56 691,8 chilometri quadrati e ha una popolazione di 7 614 abitanti; il centro amministrativo è il villaggio di Čara, distretto municipale la città di Novaja Čara. Il rajon è suddiviso in un distretto municipale e 4 comuni rurali.

## Geografia
Il territorio è caratterizzato da un'alternanza di alte catene montuose tra cui: i monti Kodar (con il picco BAM) e i monti Udokan. Il lago Ničatka è il più profondo della Transbajkalia. Tra i fiumi: il Vitim (con i suoi affluenti Konda, Kalakan e Kalar) e il Čara.